# Orange España
Az Orange España egy spanyol távközlési vállalat, amely a MásOrange tulajdonában van. A szolgáltató Orange márkanév alatt kínál telefon-, internet- és televíziós szolgáltatásokat (Orange TV) Spanyolországban.
Emellett a cég működteti még az alacsonyabb árkategóriás Jazztel márkát is, amely szintén telefon-, internet- és tévészolgáltatásokat nyújt.
A MásMóvillal való egyesülés eredményeként 2024. március 26-án elindult az új, közös vállalat működése. Az új cég az összes spanyol mobiltelefon-előfizetés 43,4%-át, valamint a vezetékes (otthoni) szélessávú internetkapcsolatok 42,1%-át birtokolja az országban. Március 3-án hivatalosan is bemutatták az új közös vállalatot, MásOrange néven.